# Yggdrasil

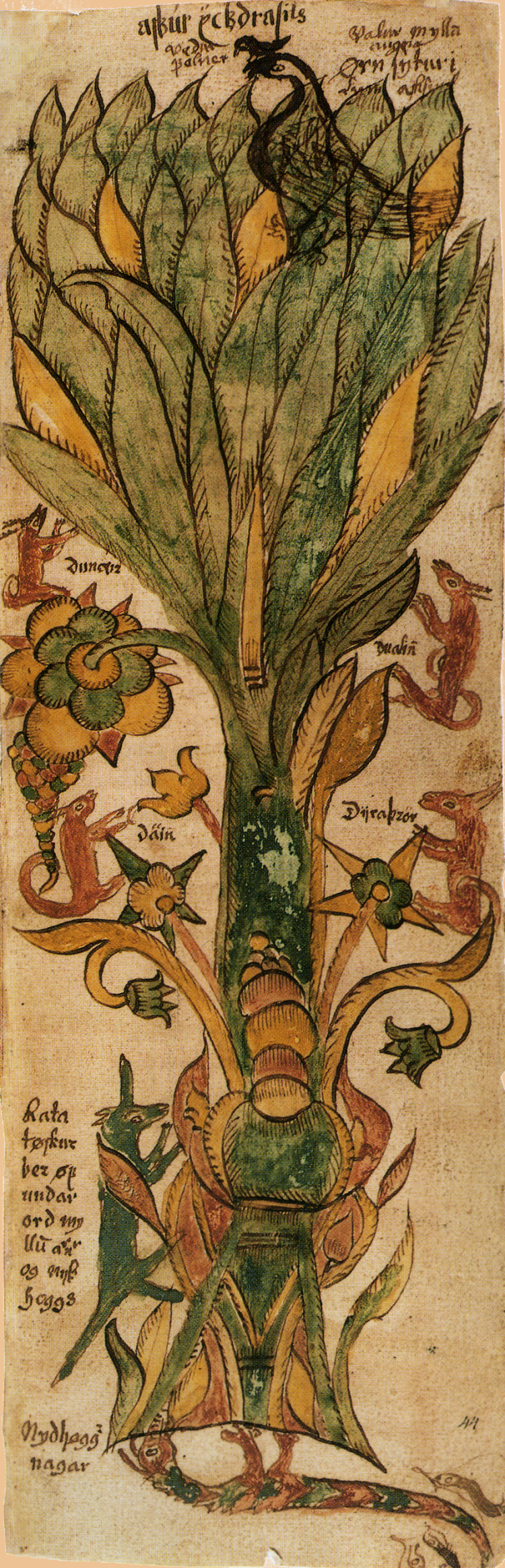
Az Yggdrasil egyik ábrázolása a 17. századból.

Az Yggdrasil vagy Yggdraszill a germán és skandináv mitológia kőris világfája, melynek koronáját felhők fedik, gyökerei pedig egészen az alvilágig nyúlnak. A fa maga Midgard közepén nőtt keresztül, három gyökere három irányba ered, Niflheim, Jotunheim és Midgard felé.  Gyökereinél három forrás fakad: a Hvergelmir, valamint Mimir és Urd forrása. A fa tetején egy aranykakas, Gullinkambi ül, más változatokban Vidofnir nevű, mely figyelmezteti az isteneket az óriások támadására. Törzsén a Ratatosk (Fentfogú) nevű mókus szaladgál fel s alá és viszi a híreket a Hræsvelg (Hullafaló) nevű sas és Nidhogg sárkány között.
Az Eddában így írják le:
Három gyökér gyürkőzik

három irányba

Yggdraszill kőrise alól:

egyik Hél honára dől,

másik a déróriásokéra,

harmadik az emberfiakra.

Fentfogú, a mókus

fel-le futkos, iramlik

Yggdraszill kőrisfáján;

kihallja fentről

a sas kiáltozását,

közli Nídhögg-gel odalent.
Az Yggdrasil folyamatos támadásoknak van kitéve: gyökereit a Nidhogg sárkány és más férgek rágják. Négy szarvas: Durathror, Duneyr, Dvalin, és Dainn, valamint egy Heidrun nevű kecske a lombját és hajtásait legelik.
Idézet az Edda mitologikus énekből:
Négy szorgos szarvas

nyújtott nyakkal

farügyeket fal:

Dám és Deli,

Délceg és Dalia.

 

A kőris tövében

több féreg tanyázik,

mint a tudatlan majmok hinnék:

Házrontó és Méreglob,

Lopó és Lihegő,

mind Lágyfattyas fiai,

Fujtató és Fertelmes,

egyre-másra emésztik

a fa eleven hajtásait.

## Fordítás
- Ez a szócikk részben vagy egészben  a   Yggdrasil című svéd Wikipédia-szócikk fordításán alapul.  Az eredeti cikk szerkesztőit annak laptörténete sorolja fel. Ez a jelzés csupán a megfogalmazás eredetét és a szerzői jogokat jelzi, nem szolgál a cikkben szereplő információk forrásmegjelöléseként.
- Ez a szócikk részben vagy egészben  a   Yggdrasil című angol Wikipédia-szócikk fordításán alapul.  Az eredeti cikk szerkesztőit annak laptörténete sorolja fel. Ez a jelzés csupán a megfogalmazás eredetét és a szerzői jogokat jelzi, nem szolgál a cikkben szereplő információk forrásmegjelöléseként.